# Сейхан
Сейхан (на турски: Seyhan Nehri; в древността се е наричала Сар; на старогръцки: Σάρος – Сарос, на латински: Sarus) е река в Южна Турция, в югоизточната част на полуостров Мала Азия. Дължина 516 km, водосборен басейн 20 700 km². Река Сейхан води началото си под името Замантъ, на 1726 m н.в., от южния склон на хребета Теджер, издигащ се в североизточната част на Анадолското плато. По цялото си протежение тече в посока юг-югозапад, като в средното си течение под името Енидже пресича Анадолското плато. Чрез дълбока и тясна долина река Енидже преминава покрай западните склонове на хребета Тахтали (западната част на планината Антитавър) и източните склонове на хребета Аладаглар (съставна част на планината Централен Тавър. След като приеме отляво най-големия си приток река Гьоксу вече под името Сейхан продължава в югозападна посока. След изтичането си от хидровъзела Сейхан при град Адана реката пресича западната част на низината Чукурова, след което се влива в източната част на Мерсинския залив на Средиземно море. Пълноводието ѝ е през зимата и пролетта. Основни притоци: леви – Гьоксу; десни – Гьоргюн, Чакът. Среден годишен отток при Адана около 200 km³/s. Водите ѝ се използват за водоснабдяване, напояване и добив на електроенергия, като за целта преди излизането ѝ от планините при град Адана през 1955 г. е изградена висока 57 m преградна стена на язовира Сейхан (дълъг 45 km) и мощна ВЕЦ в основата ѝ. Най-голямото селище по течението ѝ е град Адана.